# 33e escadre de reconnaissance
La 33e escadre de reconnaissance  est une ancienne unité de reconnaissance de l'armée de l'air française. Ayant connu une brève existence avant-guerre entre le 1er avril 1937 le 1er mai 1939, elle fut recréée le 1er novembre 1943 en Tunisie et dissoute à Strasbourg le 1er août 1993. Cette escadre est réactivée le 5 septembre 2019 sous le nom de 33e escadre de surveillance, de reconnaissance et d'attaque (33e ESRA)

## Historique

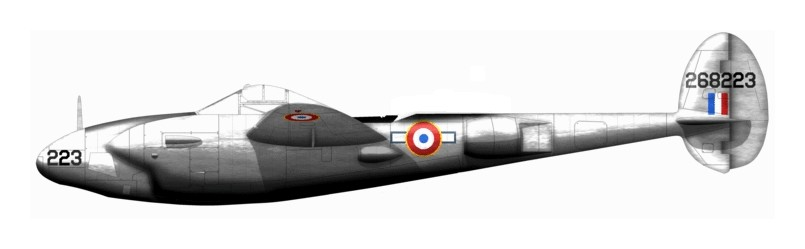
F-5B-1-LO Lightning du 2/33 Savoie en 1944

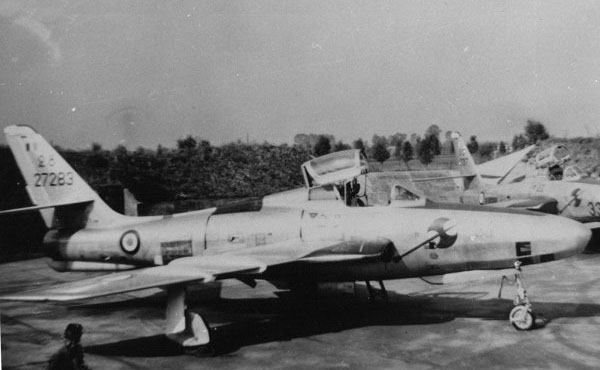
RF-84F 52-7283 de l'ERT 1/33 Belfort

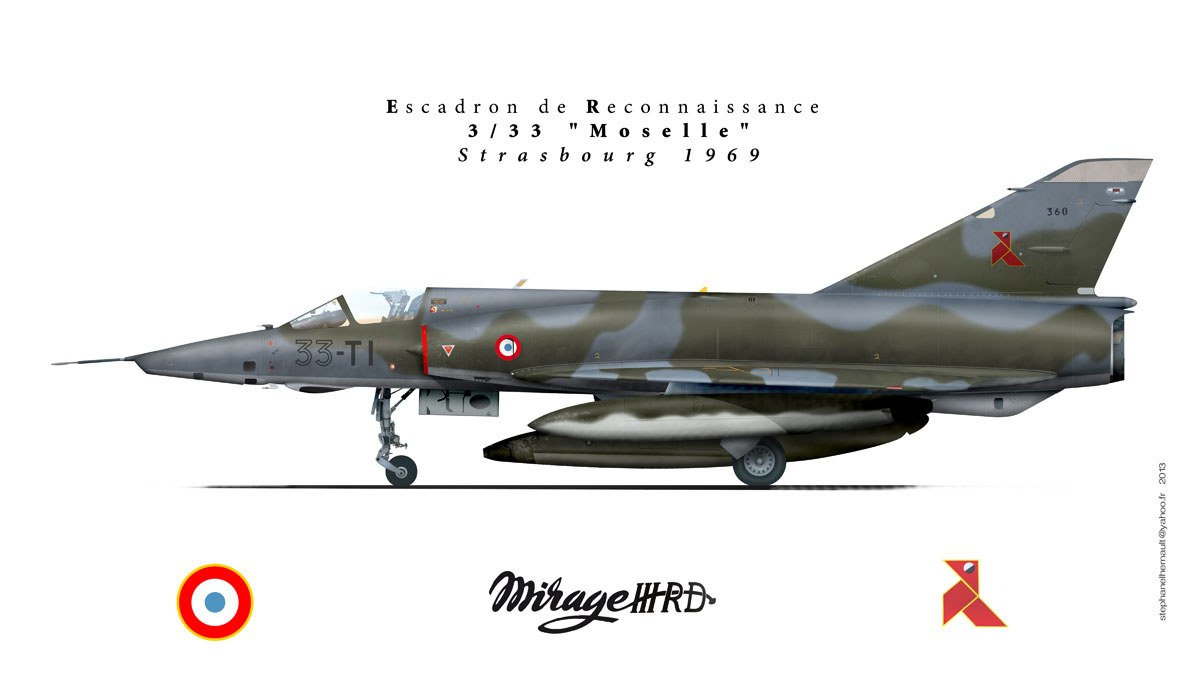
Mirage IIIRD du 3/33 Moselle

Lorsque la 33e escadre de reconnaissance est dissoute le 31 juillet 1993, ses escadrons deviennent autonomes :
- le « Belfort » est aussitôt doté de deux nouvelles escadrilles (d’une part l’EALA 9/72 « Petit Prince » et, d’autre part, la BR 244 « Léopard ») et, héritant de nouvelles traditions, son insigne – une croix de Lorraine – est désormais chargé d’un Petit Prince, d’une hache (pour l’ancienne escadrille SAL 33) et d’un léopard (pour l’ancienne escadrille BR 244) en référence aux trois escadrilles qui le composent désormais ; il rejoint en juin 1994 la base aérienne 112 de Reims, s'installant dans les locaux anciennement occupés par l'escadron de chasse 1/30 « Valois » ;
- le « Savoie » est également restructuré, composé des escadrilles SAL 6 « Mouette du Rhin », BR 11 « Cocotte » et C 53 « Fanion » ; il s’installe sur la base aérienne 112 de Reims le 26 avril 1994.

## Escadrons

### Première période
- Groupe de reconnaissance I/33 : du 1er avril 1937 au 1er mai 1939
- Groupe de reconnaissance II/33 : 
  - du 1er avril 1937 au 1er mai 1939
  - du 1er novembre 1943 au 1er janvier 1945
- Groupe de reconnaissance III/33 "Périgord" : du 16 novembre 1944 au 8 mai 1945[2]

### Belfort
- Groupe de reconnaissance I/33 « Belfort » : du 1er janvier 1945 au 1er février 1953
- Groupe de reconnaissance 1/33 « Belfort » : du 1er février 1953 au 1er mai 1964
- Escadron de reconnaissance 1/33 « Belfort » : 1er mai 1964 au 1er août 1993 (aujourd'hui actif en tant qu'Escadron de drones 1/33 Belfort sur la base de Cognac)

### Savoie
- Groupe de reconnaissance II/33 « Savoie » : du 1er janvier 1945 au 1er février 1953.
- Escadron de reconnaissance Tactique 2/33 « Savoie » : du 1er février 1953 au 1er mai 1964.
- Escadron de reconnaissance 2/33 « Savoie » : du 1er mai 1964 au  1er août 1993.

### Moselle
- Escadron de reconnaissance Tactique 3/33 Moselle  : 1er avril 1955 au 1er septembre 1965
- Escadron de reconnaissance 3/33 Moselle : du 1er septembre 1965 au 1er août 1993

### Fumasol
- Escadron de reconnaissance 4/33 Fumasol : du 1er septembre 1956 au 1er décembre 1956 (Crise du canal de Suez)

## Bases
- Fribourg-en-Brisgau : de mai 1945 à mai 1950
- BA 709 Cognac : de mai 1950 à juillet 1957
- Suez : entre septembre 1956 et décembre 1956 pour le 4/33
- BA 139 Lahr : de juillet 1957 à mars 1960
- BA 124 Strasbourg : de mars 1960 au 1er août 1993

## Appareils
- Potez 25 : du 1er avril 1937 au 1er mai 1939
- Potez 542 : du 1er avril 1937 au 1er mai 1939
- Hawker Hurricane : du 1er novembre 1943 à mars 1944
- Lockheed F-5G Lightning : du 1er janvier 1945 à juillet 1952
- North American F-6C/D Mustang : du 16 janvier 1945 à juillet 1952
- Republic F-84G Thunderjet : du 29 août 1952 au 15 novembre 1956
- Lockheed RT-33 : du 1er août 1955 au 3 juin 1982
- Republic F-84F Thunderstreak : de novembre 1956 à mars 1958
- Republic RF-84F : du 8 novembre 1955 au 3 juillet 1966
- Dassault Mirage IIIB : du 18 mars 1963 au 22 décembre 1965
- Dassault Mirage IIIR : du 7 juin 1963 à février 1988
- Dassault Mirage IIIRD : du 1er avril 1968 à juillet 1988
- Dassault Mirage F1CR : du 1er juillet 1983 au 1er août 1993

## Personnalités ayant servi dans l'escadre
- Jean-Louis Garot (1916-1990), général français, Compagnon de la Libération, commandant l'escadre de 1949 à 1951.
- Henri Soulat (1918-1989), officier français, Compagnon de la Libération.